# Шепели (Тверская область)
Шепели — деревня в Кашинском городском округе Тверской области.

## География
Находится в юго-восточной части Тверской области на расстоянии приблизительно 18 км на север-северо-восток по прямой от города Кашин.

## История
Населенный пункт был показан ещё на карте 1798 года. В 1859 году здесь (тогда усадьба Мышкинского уезда) Ярославской губернии было учтено 2 двора. На карте 1983 года южнее деревни показаны поселки Красный Май и Красная Долина (южнее поселка Красный Май). Ныне земельные участки, расположенные на территории указанных поселков, относятся к деревне Шепели. До 2018 года являлась административным центром ныне упразднённого Шепелевского сельского поселения.

## Население
Численность населения: 60 человек (1859 год), около 50 (1983), 160 (русские 97 %) в 2002 году, 137 в 2010.